# Jansky (cráter)
Jansky es un cráter de impacto que se encuentra sobre el terminador oriental de la Luna. Se encuentra justo al este de la llanura amurallada del cráter de mayor tamaño Neper, en el borde sur del Mare Marginis. Debido a su ubicación, este cráter se ve lateralmente desde la Tierra, lo que limita el detalle que se puede observar. La visibilidad también se ve afectada por la libración, que puede ocultar esta formación por completo.
|  |

Se trata de un cráter desgastado con un brocal erosionado. En particular, la parte sur del borde es abrupta y de forma irregular, con un par de pequeños cráteres en la pared interior. El resto del borde es aproximadamente circular. El suelo interior carece relativamente de rasgos distintivos, a excepción de unos cráteres pequeños.

## Cráteres satélite

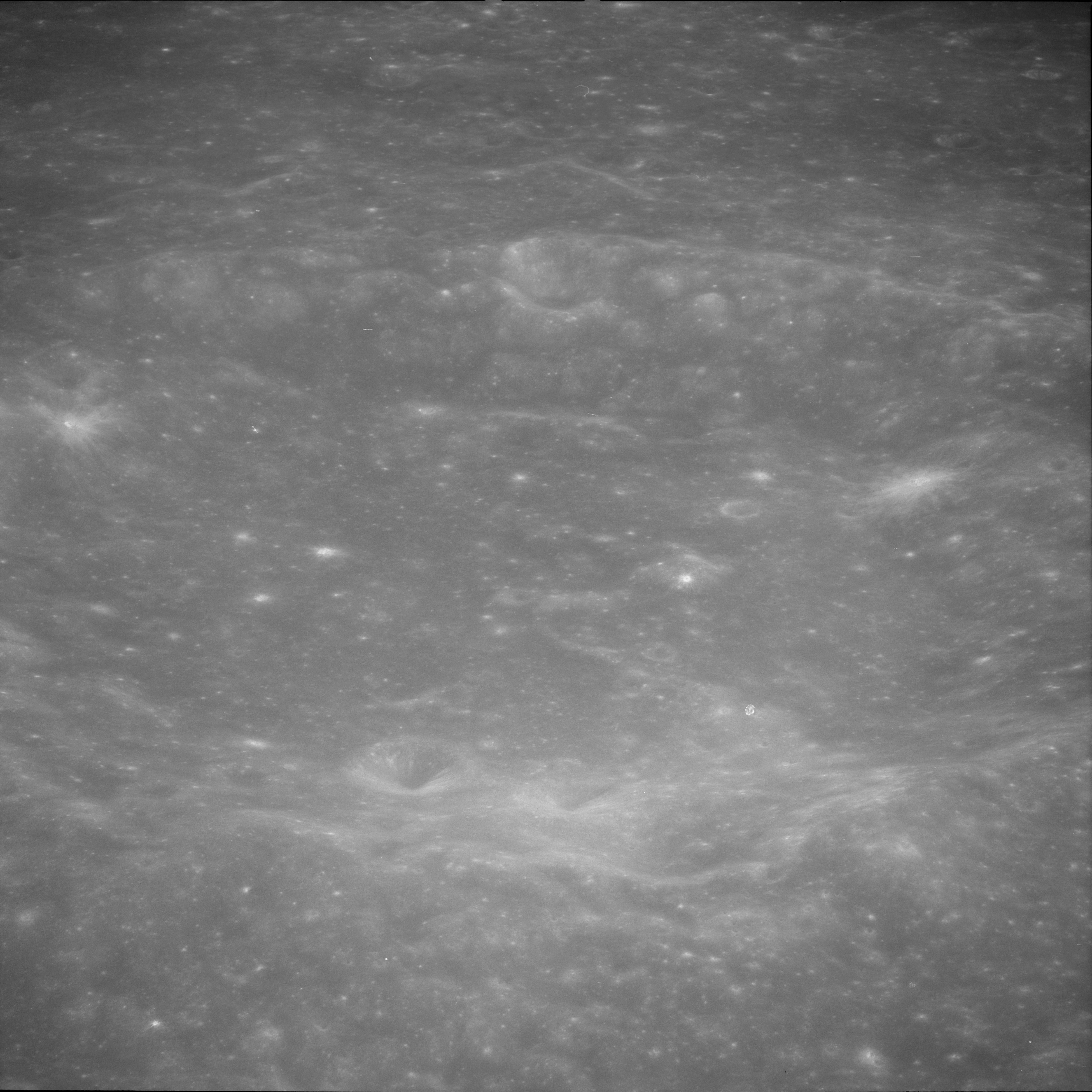
Fotografía de la misión Apolo 11

Por convención estos elementos son identificados en los mapas lunares poniendo la letra en el lado del punto medio del cráter que está más cercano a Jansky.
|        | \| Jansky \| Coordenadas \| Diámetro \| \| ------ \| -------------------------- \| -------- \| \| D \| 9°30′N 91°12′E / 9.5, 91.2 \| 20 km \| \| F \| 8°48′N 92°12′E / 8.8, 92.2 \| 50 km \| \| H \| 7°48′N 91°18′E / 7.8, 91.3 \| 11 km \| |          |
| Jansky | Coordenadas | Diámetro |
| D      | 9°30′N 91°12′E / 9.5, 91.2 | 20 km    |
| F      | 8°48′N 92°12′E / 8.8, 92.2 | 50 km    |
| H      | 7°48′N 91°18′E / 7.8, 91.3 | 11 km    |